# Стилет (модуль)
«Стилет» — український універсальний бойовий модуль, що має на озброєнні 30-мм гармату ЗТМ-2, 7,62-мм спарений кулемет КТ-7,62, 30-мм автоматичний гранатомет АГ-17 і протитанкове кероване озброєння.
Призначений для установки на модернізовані БМП-1У чи бронетранспортери.

## Історія
У березні 2017 року прийшли випробування модуля.

## Характеристики
Обладнаний новітнім цифровим прицільним комплексом «Трек-2-01».

## Галерея

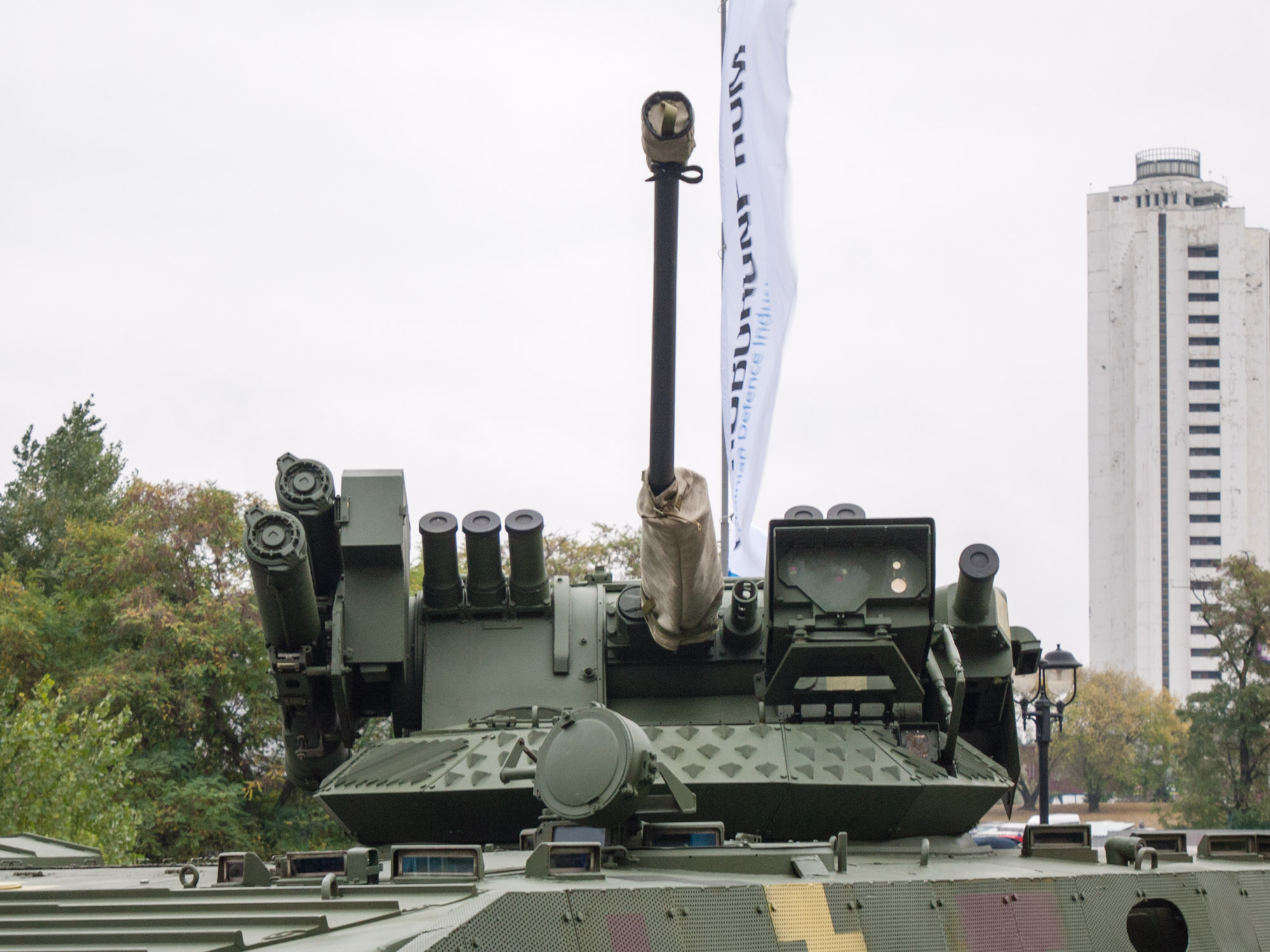
Вид спереду
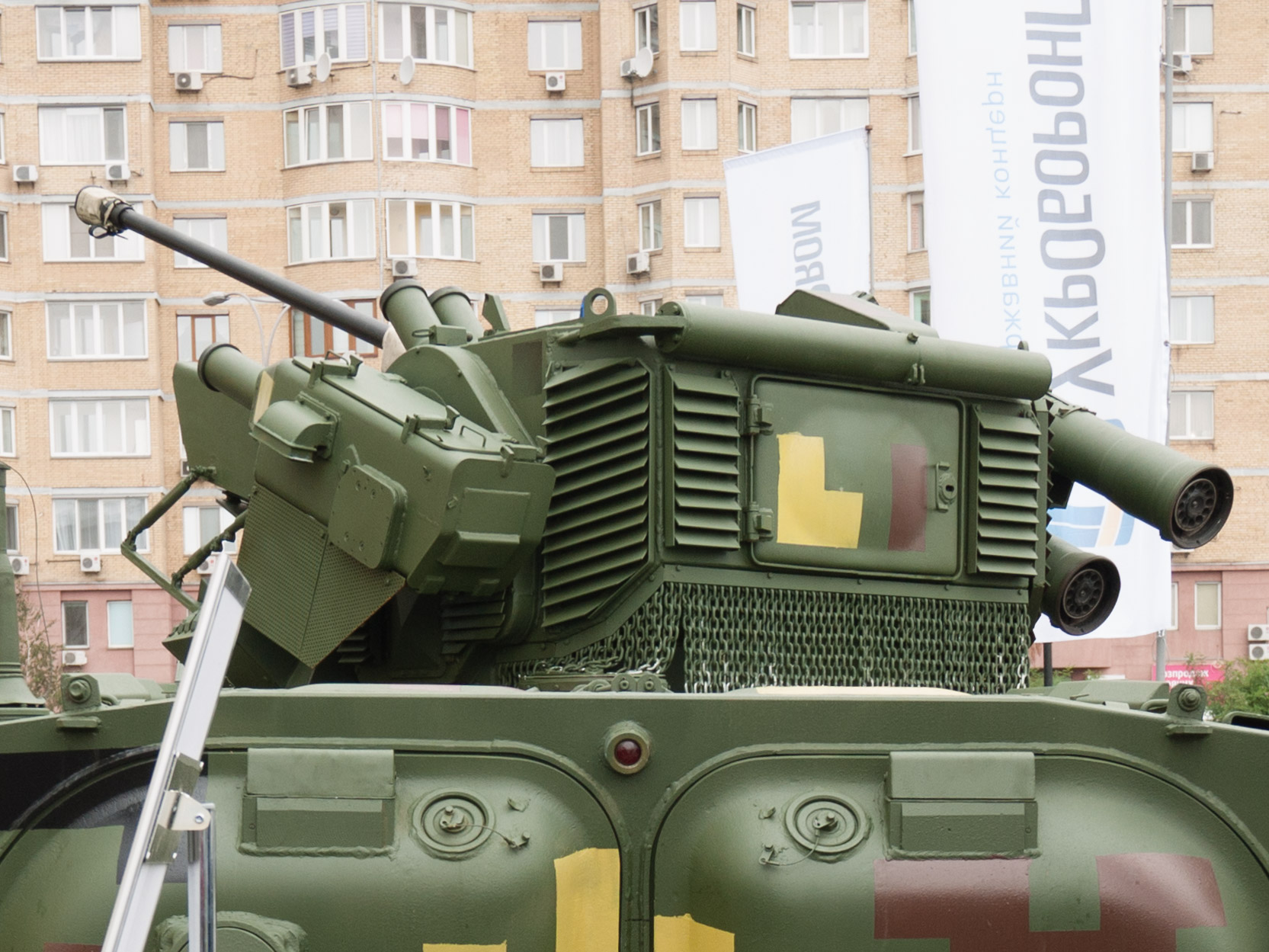
Вид позаду
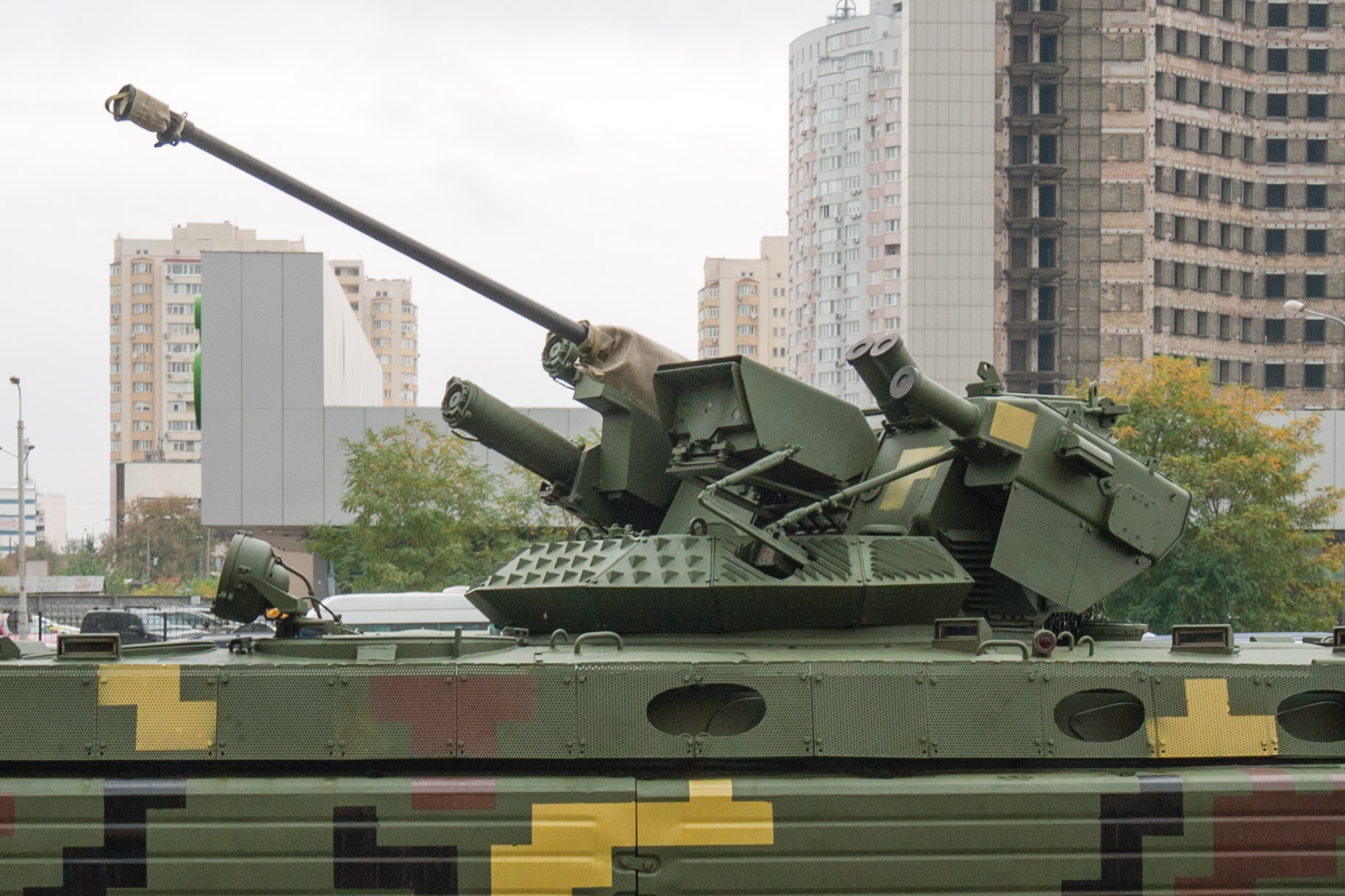
Вид збоку
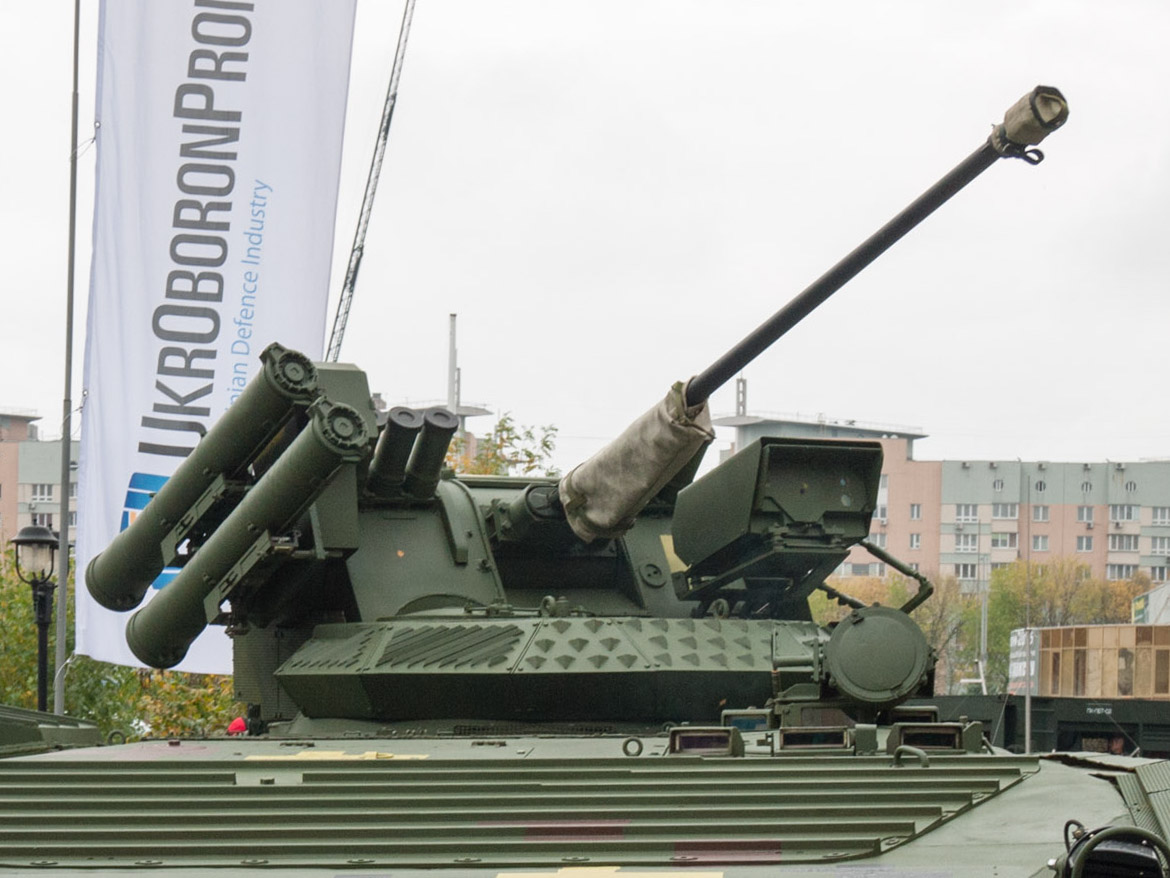
«Стилет»